# Evropsko prvenstvo v hokeju na ledu
Evropsko prvenstvo v hokeju na ledu je bil reprezentančni hokejski turnir, ki je samostojno potekal trinajstkrat s presledki med letoma 1910 in 1932, nato pa so do leta 1991 podeljevali medalje evropskega prvenstva najboljšim trem evropskih reprezentancam na Svetovnih prvenstvih v hokeju na ledu, ki so samostojno potekala od leta 1933 naprej kot razširjena Evropska prvenstva. 

## Dobitniki medalj
| Leto                             | Zlato                     | Srebrno                   | Bron                      | Prizorišče                                     |
| -------------------------------- | ------------------------- | ------------------------- | ------------------------- | ---------------------------------------------- |
| 1910                             | Združeno kraljestvo       | Nemčija                   | Belgija                   | Montreaux, Švica                               |
| 1911                             | Češka                     | Nemčija                   | Belgija                   | Berlin, Nemčija                                |
| 1912                             | Razglašen za neveljavnega | Razglašen za neveljavnega | Razglašen za neveljavnega | Praga, Avstro-Ogrska                           |
| 1913                             | Belgija                   | Češka                     | Nemčija                   | München, Nemčija                               |
| 1914                             | Češka                     | Nemčija                   | Belgija                   | Berlin, Nemčija                                |
| 1915 - 1920: Prva svetovna vojna |                           |                           |                           |                                                |
| 1921                             | Švedska                   | Češkoslovaška             |                           | Stockholm, Švedska                             |
| 1922                             | Češkoslovaška             | Švedska                   | Švica                     | St. Moritz, Švica                              |
| 1923                             | Švedska                   | Francija                  | Češkoslovaška             | Antwerp, Belgija                               |
| 1924                             | Francija                  | Švedska                   | Švica                     | Milano, Italija                                |
| 1925                             | Češkoslovaška             | Avstrija                  | Švica                     | Štrbské Pleso in Starý Smokovec, Češkoslovaška |
| 1926                             | Švica                     | Češkoslovaška             | Avstrija                  | Davos, Švica                                   |
| 1927                             | Avstrija                  | Belgija                   | Nemčija                   | Dunaj, Avstrija                                |
| 1929                             | Češkoslovaška             | Poljska                   | Avstrija                  | Budimpešta, Madžarska                          |
| 1932                             | Švedska                   | Avstrija                  | Švica                     | Berlin, Nemčija                                |